# آدریان مورا
آدریان مورا (اسپانیایی: Adrián Mora‎؛ زادهٔ ۱۵ اوت ۱۹۹۷) بازیکن فوتبال اهل مکزیک است.
وی همچنین در تیم ملی فوتبال زیر ۲۳ سال مکزیک بازی کرده‌است.